# مری و جرج
مری و جرج (انگلیسی: Mary & George) یک مینی‌سریال تلویزیونی درام تاریخی بریتانیایی است که به‌دست دی. سی. مور بر پایهٔ کتاب غیرداستانی بنجامین وولی به نام قاتل پادشاه (۲۰۱۷) دربارهٔ رابطهٔ میان جیمز ششم و یکم و جرج ویلیرز، دوک نخست باکینگهام ساخته شده‌است. این مینی‌سریال نخستین بار در ۵ مارس ۲۰۲۴ در اسکای آتلانتیک در بریتانیا منتشر شد. این مینی‌سریال نقدهای مثبتی از سوی منتقدان دریافت کرد.

## بازیگران
- جولین مور در نقش مری ویلیرز، کُنتِس باکینگهام
- نیکلاس گالیتزین در نقش جرج ویلیرز، دوک نخست باکینگهام
- تونی کارن در نقش جیمز ششم و یکم
- لوری دیویدسون در نقش رابرت کار، ارل نخست سامرست
- نیکولا واکر در نقش الیزابت هاتن
- خلیل بن غربی در نقش جین
- نیام الگار در نقش سندی
- ترینه دورهلم در نقش ملکه آن
- شان گیلدر در نقش سر توماس کامپتون
- آدریان راولینز در نقش ادوارد کوک
- مارک اوهالوران در نقش فرانسیس بیکن
- جوزف ماول در نقش سر والتر رالی
- ساموئل بلنکین در نقش چارلز یکم انگلستان
- جیکوب مک‌کارتی در نقش کریستوفر ویلیرز، ارل نخست آنگلسی
- تام ویکتور در نقش جان ویلیرز، ویکنت نخست پربک
- آلیس گرانت در نقش سوزان فیلدینگ، کنتس دنبیگ
- آملیا گتینگ در نقش فرانسیس کوک، ویکنتس پوربک
- میرن مک در نقش کاترین ویلیرز، دوشس باکینگهام
- رینا ماهونی در نقش لورا اشکاتل
- سایمون راسل بیل در نقش جرج ویلیرز
- دانیل جردن در نقش کشیش تشییع جنازه
- پرل چاندا در نقش فرانسیس کار، کنتس سامرست

## تولید
این مجموعه هفت‌قسمتی محدود به‌دست دی.سی. مور ساخته شده‌است و الیور هرمانوس به‌عنوان کارگردان اصلی در پروژه حضور داشت. مور و هرمانوس در کنار لیزا مارشال برای شرکت هرا پیکچرز و سم هویل برای استودیوهای اسکای در مقام تهیه‌کنندگان اجرایی فعالیت کرده‌اند.
در اکتبر ۲۰۲۲ اعلام شد که جولین مور نقش اصلی مری ویلیرز، کنتس باکینگهام را در مینی‌سریال مری و جرج بازی خواهد کرد. نیکلاس گالیتزین در ژانویه ۲۰۲۳ در نقش پسر مری جورج ویلیرز، دوک نخست باکینگهام به گروه بازیگران پیوست. بازیگران دیگر در مارس ۲۰۲۳ اعلام شدند.
تصویربرداری اصلی از ژانویهٔ ۲۰۲۳ در انگلستان در جریان بود و قرار بود در لندن آغاز شود. گزارش شد که نول در کنت در اواخر ژانویه و اوایل فوریه برای فیلمبرداری تعطیل می‌شود. از ۲۲ تا ۲۶ می ۲۰۲۳، فیلم‌برداری در هم هاوس در ریچموند انجام شد که این محل به‌عنوان نمای کاخ در لندن دو دومنظوره شد. بازیگران و عوامل در اوایل ژوئن آن سال در ساحل اولد هانتستنتون در نورفک دیده شدند.

## انتشار
این مجموعه نخستین بار در اسکای آتلانتیک در بریتانیا پخش شد. اسکای همچنین این سریال را در ایرلند، آلمان و ایتالیا پخش کرد. استارز این سریال را در ایالات متحده و کانادا منتشر خواهد کرد. شبکه‌های ای‌ام‌سی پیش‌تر قرار بود این سریال را در ایالات متحده، کانادا، استرالیا، نیوزلند و هند پخش کند اما در نهایت آن را کنار گذاشت. فاکس‌تل این سریال را برای پخش/استریم در استرالیا انتخاب کرد که از ۶ مارس ۲۰۲۴ در دسترس است.
در مهٔ ۲۰۲۳، نخستین تصاویر از مری و جرج در مجله وگ  منتشر شد. در جشنواره تلویزیونی ادینبورگ در ماه اوت، مگان لیورز، مدیر درام اصلی در استودیو اسکای، اظهار داشت که انتظار می‌رود مری و جرج «در سال آینده» اکران شود.
تریلر اولیه در ۱۶ نوامبر ۲۰۲۳ منتشر شد.
در ۱ فوریه ۲۰۲۴، تریلر رسمی منتشر شد و اعلام شد که مری و جرج در ۵ مارس ۲۰۲۴ در اسکای آتلانتیک پخش خواهد شد.

## بازخورد
در وبگاه نقد و بررسی راتن تومیتوز، ۹۳ درصد از ۱۵ بررسی مثبت هستند و نظر منتقدان بیان می‌کند: «بی‌عفت، بی‌پرده، و تحت فرمان جولین مور در فرم بسیار خوب، مری و جرج برای طرفداران دسیسه دربار پادشاهی پر جلا ولی تو خالی، چیز لذت‌بخش فاخری است.»